# هيرمان هوي
هيرمان هوي هو شخصية أعمال صيني، ولد في 1951 في هونغ كونغ في الصين.